# Phalaenopsis inscriptiosinensis
Phalaenopsis inscriptiosinensis är en orkidéart som beskrevs av Jack Archie Fowlie. Phalaenopsis inscriptiosinensis ingår i släktet Phalaenopsis och familjen orkidéer. Inga underarter finns listade i Catalogue of Life.

## Bildgalleri

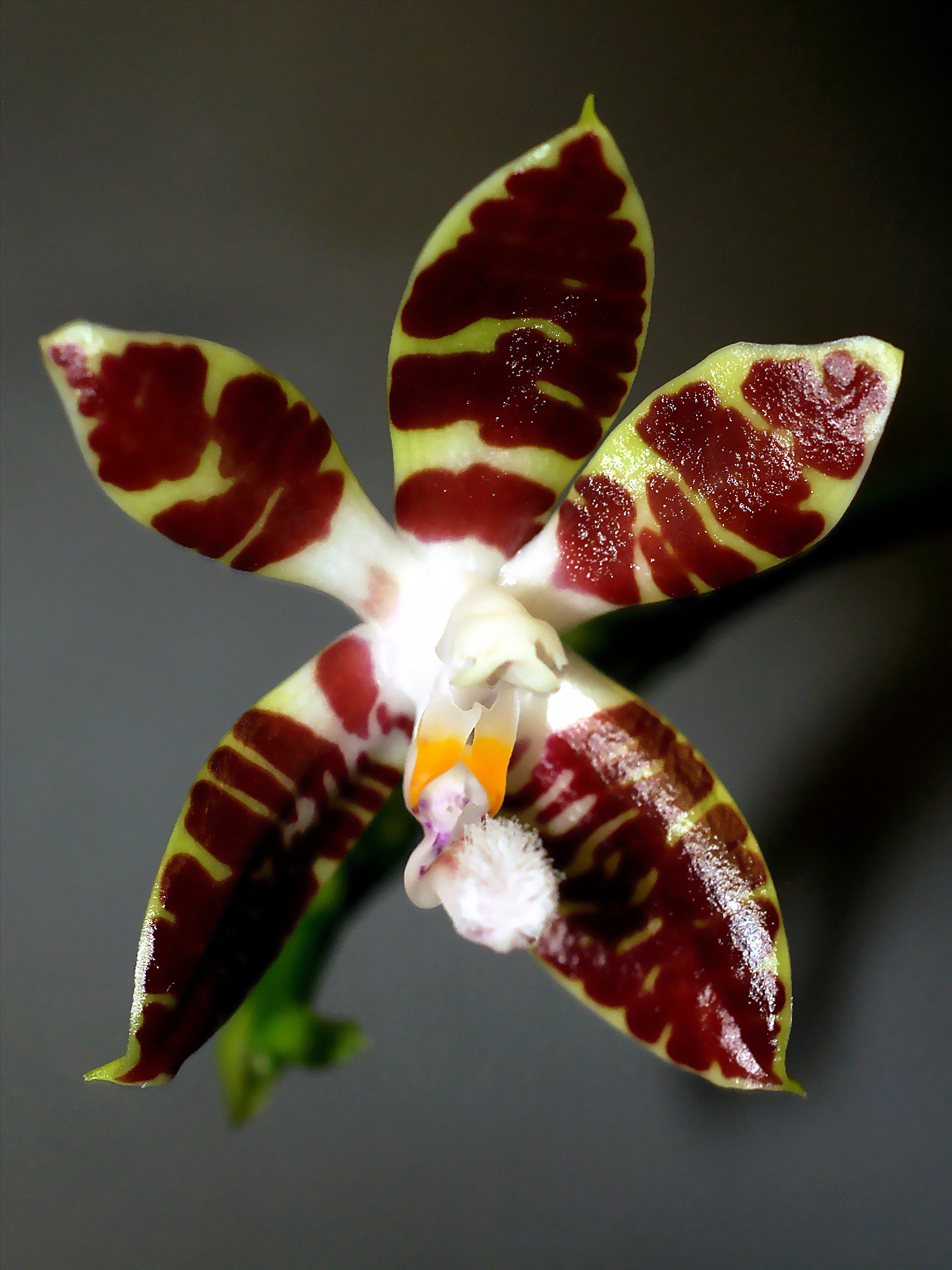
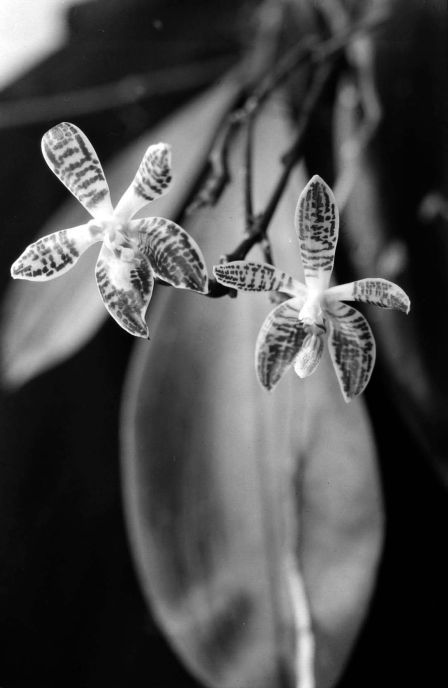
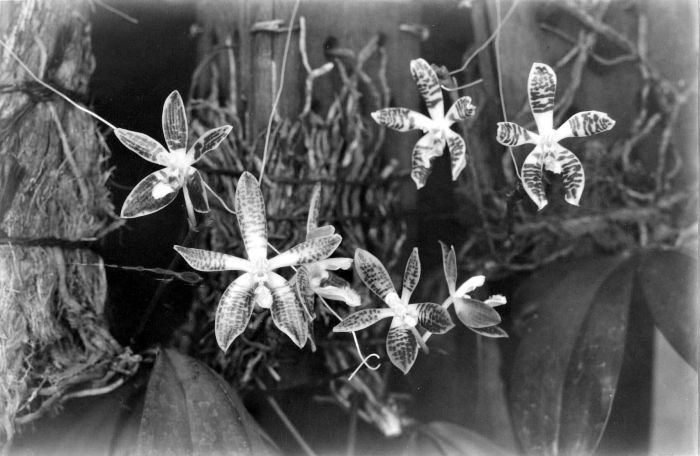